# Константиновський Єфим Ігорович
Константиновський Єфим Олександрович (нар. 27 грудня 1991, Дніпро) — український телеведучий, актор, гуморист. Ведучий проєктів «Кохання на виживання», «ООН», «Поле», «Ставки» та «Спілки» учасник команди КВК Дніпро, учасник проєктів «Ліга Сміху», «Х-Фактор».

## Життєпис
Єфим Константиновський народився 27 грудня 1991 року в Дніпрі, має молодошого брата Ігоря. Його батько в молодості грав в КВК, його команда стала віце-чемпіоном Вищої ліги в 1988 році, а мати професійно займалася співом і працювала в музичній школі. Закінчив Дніпропетровський національний університет, факультет економіки. В студентські роки почав грати у КВК. Двічі брав участь у шоу «Х-Фактор» і обидва рази проходив список із 50-и кращих вокалістів програми.
З командою Дніпро став учасником Ліги Сміху з 2019 року, брав участь на шоу «Розсміши коміка». 
Пізніше був ведучим на різних українських телеканалах, часто з'являється на різних Youtube каналах як учасник шоу: Леви на джипах, Stadium Family, Ветерани космічних військ, ПоФак2, Точка збору, Порадниця, SEREDA. Є резидентом "Stadium Family", що зазначено в його Інстаграм акаунті.

### Ведучий проєктів
- «Кохання на виживання», Новий канал
- «ООН», телеканал ТЕТ
- «Поле», Новий канал
- «Хто знає?», Новий канал
- «Ставки», телеканал Ми — Україна+
- «Спілки», телеканал Ми — Україна+
- Вік на вік, Новий канал

## Особисте життя
Ведучий познайомився зі своєю майбутньою дружиною Владою, коли грав в КВК. Вони були учасниками однієї команди. Молоді люди не відразу зрозуміли, що подобаються один одному – близько року вони були просто приятелями.
У вільний від зйомок час любить подорожувати. Єфим Костянтиновський віддає перевагу активному відпочинку: лежати на пляжі – це його пристрасть.
У дитинстві ведучий страждав від зайвої ваги. Він зміг схуднути на 31 кг за 4 місяці. Єфим Костянтиновський займається спортом і намагається дотримуватися здорового способу життя.
У лютому 2023 року Єфим на подкасті повідомив, що вже розлучений.
В червні 2025 року Єфим Костянтиновський одружився з Єлизаветою 